# Manýrismus
Pojem manýrismus má v umění dvojí význam. Častěji je používán v užším smyslu, kdy označuje přechodovou fázi mezi vrcholnou renesancí a barokem. V širším slova smyslu je principem umělecké tvorby, v protikladu ke klasicismu, či tvorba založená na „manýře“, tj. určitém specifickém uměleckém prostředku.
Název manýrismus je odvozen z italského slova maniera – styl, způsob. Pojem zavedl v 16. století Giorgio Vasari; charakterizoval jím pozdní tvorbu Michelangelovu, která se odchylovala od klasických představ o harmonii.

## Manýrismus: mezi renesancí a barokem

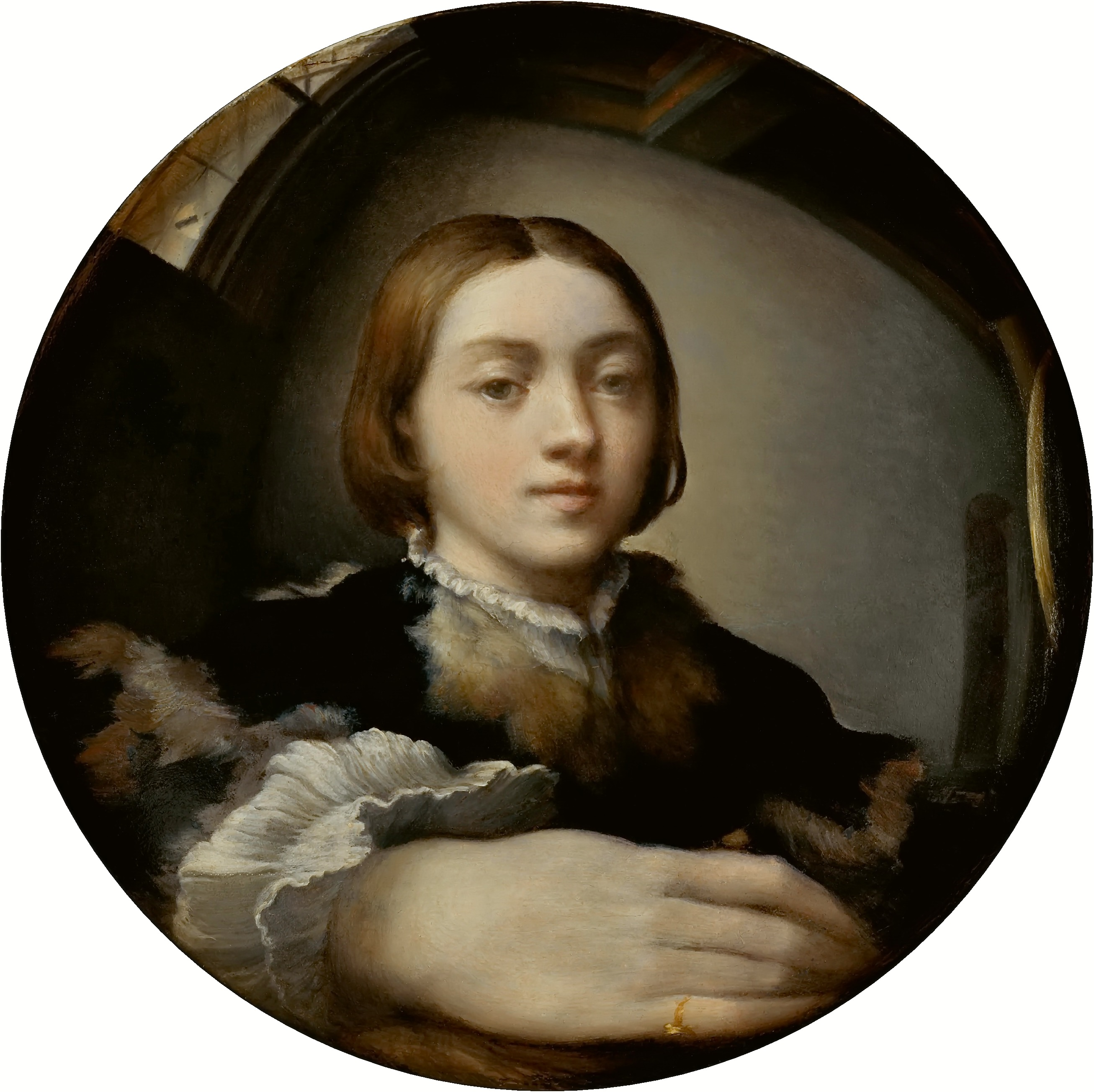
Parmigianino: Autoportrét v konvexním zrcadle

Éra manýrismu nemá přesně vymezený rozsah – ani ve významu období mezi renesancí a barokem: jednak bývá často odlišně chápána v literatuře, ve výtvarném umění a architektuře, jednak je velmi obtížné nalézt pomyslnou hranici mezi manýrismem a barokem. Doba manýrismu se vymezuje většinou léty 1515–1600 v Itálii, 1550–1610 ve Francii, 1560–1630 ve Střední Evropě. V Německu však bývá někdy k manýrismu počítána tzv. slezská básnická škola, jež trvala přibližně do roku 1680; podobně angličtí metafyzičtí básníci tvořili do konce 17. století – v českém prostředí bývají obě tyto tradice zahrnovány pod pojem barokní poezie.

### Charakteristika
Obecně lze manýrismus charakterizovat jako odklon od harmonického řádu, jak je chápala vrcholná renesance, představovaná například Athénskou školou Raffaela Santi; tento posun je dobře patrný např. na tvorbě Raffaelova žáka Giulia Romana. Manýrismus tíhne k alegorii, náznakům, enigmatičnosti, jedinečnosti. Typickým projevem manýrismu (zejména v literatuře) je tzv. ostrovtip, bizarní kombinace a konstrukce (concetto), motiv, slovo, nebo metafora, která svým promyšleným vestavěním do díla umožňuje otevírat nové, na první pohled nezjevné významy.
Základní motivy této epochy můžeme najít u spisovatelů-teoretiků manýrismu, kteří působili okolo roku 1600: vlivné bylo dílo španělského jezuity Baltasara Graciána Ostrovtip a umění duchaplnosti či Aristotelský dalekohled aneb idea ostrovtipnosti psaní Itala Emanuela Tesaura. Příznačná je deviza „Krále manýristů“ Giambattisty Marina: „Básníkovým cílem je úžas (meraviglia); kdo neumí ohromovat, ať jde hřebelcovat koně.“

### Historický pohled
Historicky bývá vznik manýrismu vykládán jako následek rozkladu tradiční jednoty: začíná období reformace, hroutí se vize jednotné katolické církve a křesťanské Svaté říše římské; roku 1527 je pleněn Řím; vzrůstá moc španělských Habsburků; prostřednictvím „objevení“ Ameriky se Evropa setkává s jinakostí a exotičností. Duchovní klima Evropy je silně ovlivněno pozdně renesančním novoplatónismem (Marsilio Ficino, Pico della Mirandola), hermetismem a alchymií. Důležitou událostí byl také objev helenistického sousoší Laokoon roku 1506.
Během 16. století se manýrismus usazuje a rozkvétá na panovnických dvorech celé Evropy, od Madridu po Lvov. Kromě Říma či Florencie byla jedním z center manýristického umění i Praha za vlády Rudolfa II., na jehož dvoře působil proslulý Giuseppe Arcimboldo. Během třicetileté války je manýrismus postupně vystřídán (či absorbován) barokem; avšak, jak již bylo uvedeno, pojmy manýrismus a baroko jsou neustále předmětem studií a sporů, a v jednotlivých zemích se liší; např. ve Francii je následující 17. století běžně nazýváno epochou klasicismu.
Manýrismus bývá také charakterizován jako analogie, či inspirace evropských uměleckých avantgard přelomu 19. a 20. století.

## Představitelé

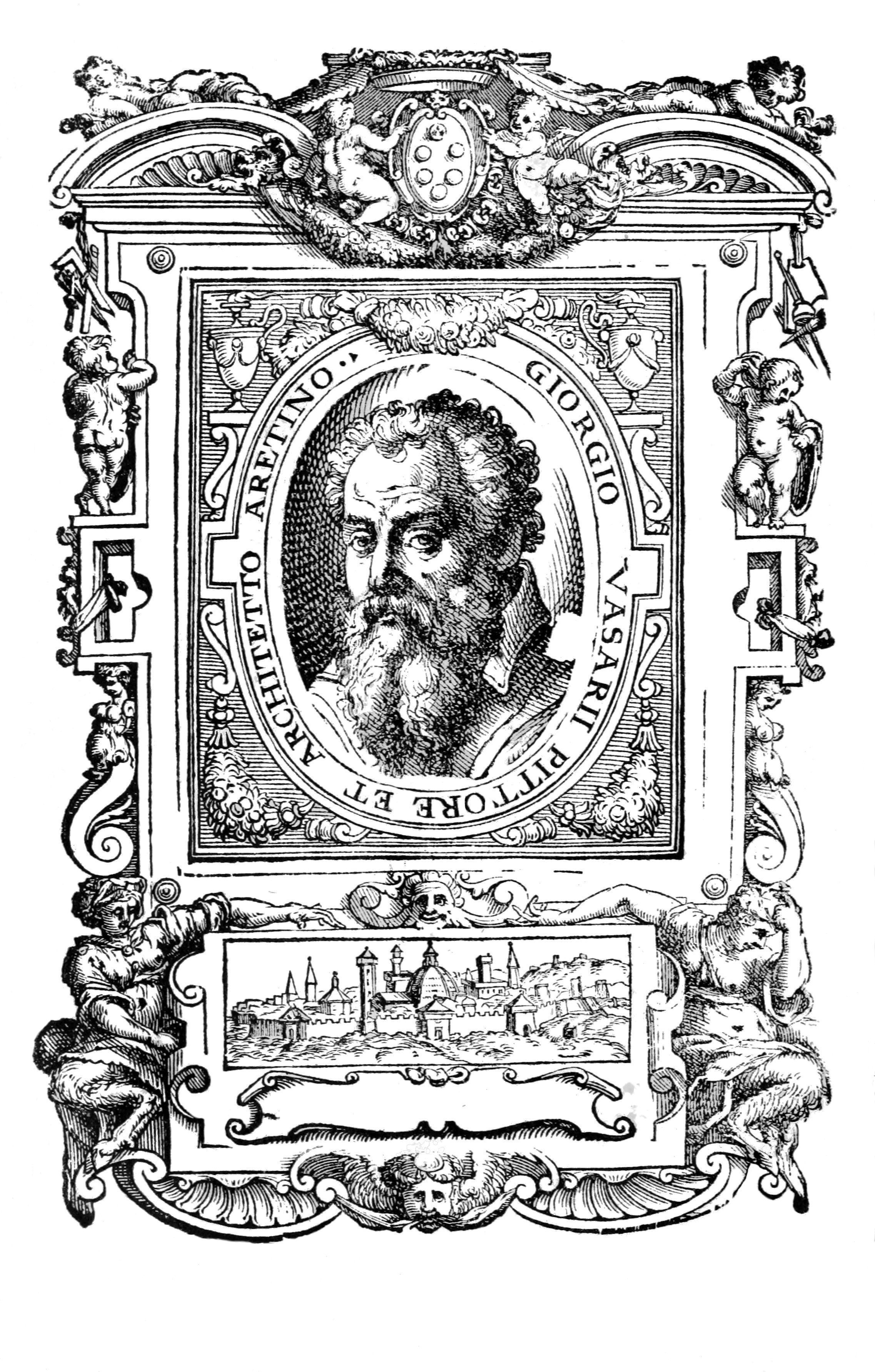
Giorgio Vasari

Následující přehled osobností, spojovaných s manýrismem, nelze brát jako závazný, neboť ani pojem manýrismu není jednoznačně vymezen (viz výše). Některé z postav jsou tak v jiných pramenech pokládány za představitele renesance či baroka.

### Výtvarné umění
Jacopo Tintoretto, Giorgio Vasari, Pontormo, Caravaggio, Parmigianino, Giuseppe Arcimboldo, El Greco, Rosso Fiorentino, Francesco Primaticcio, Federico Zuccari, Hendrik Goltzius, Jacopo Bassano, Giambologna, Benvenuto Cellini, Denis Calvaert, Bartholomeus Spranger, Agnolo Bronzino, Antonine Caron de Beavais, Orazio Grevenbroeck, Domenico Beccafumi, Lelio Orsi, Albrecht Altdorfer, Alessandro Vittoria, Adrian de Vries, Giovanni Battista Bracelli, Giovanni Battista Quadri, Luca Cambiaso, Lorenz Stoer, Ehard Schön, Jacob van Swanenburgh, Veronese, Pieter Brueghel starší, Joseph Heintz, Lavinia Fontana

### Architektura
Bartolomeo Ammanati, Giacomo della Porta, Hendrick de Keyser

### Hudba
Carlo Gesualdo, Luca Marenzio

## Manýrismus a klasicismus
Pojetí manýrismu jakožto „konstanty evropské kultury“ v komplementaritě ke klasice či klasicismu rozvíjeli literární komparatisté Ernst Robert Curtius a Gustav René Hocke. Ve třicátých letech dvacátého století dospěl k prakticky totožnému závěru historik umění Vojtěch Birnbaum ve své teorii nazvané barokní princip.

## Galerie

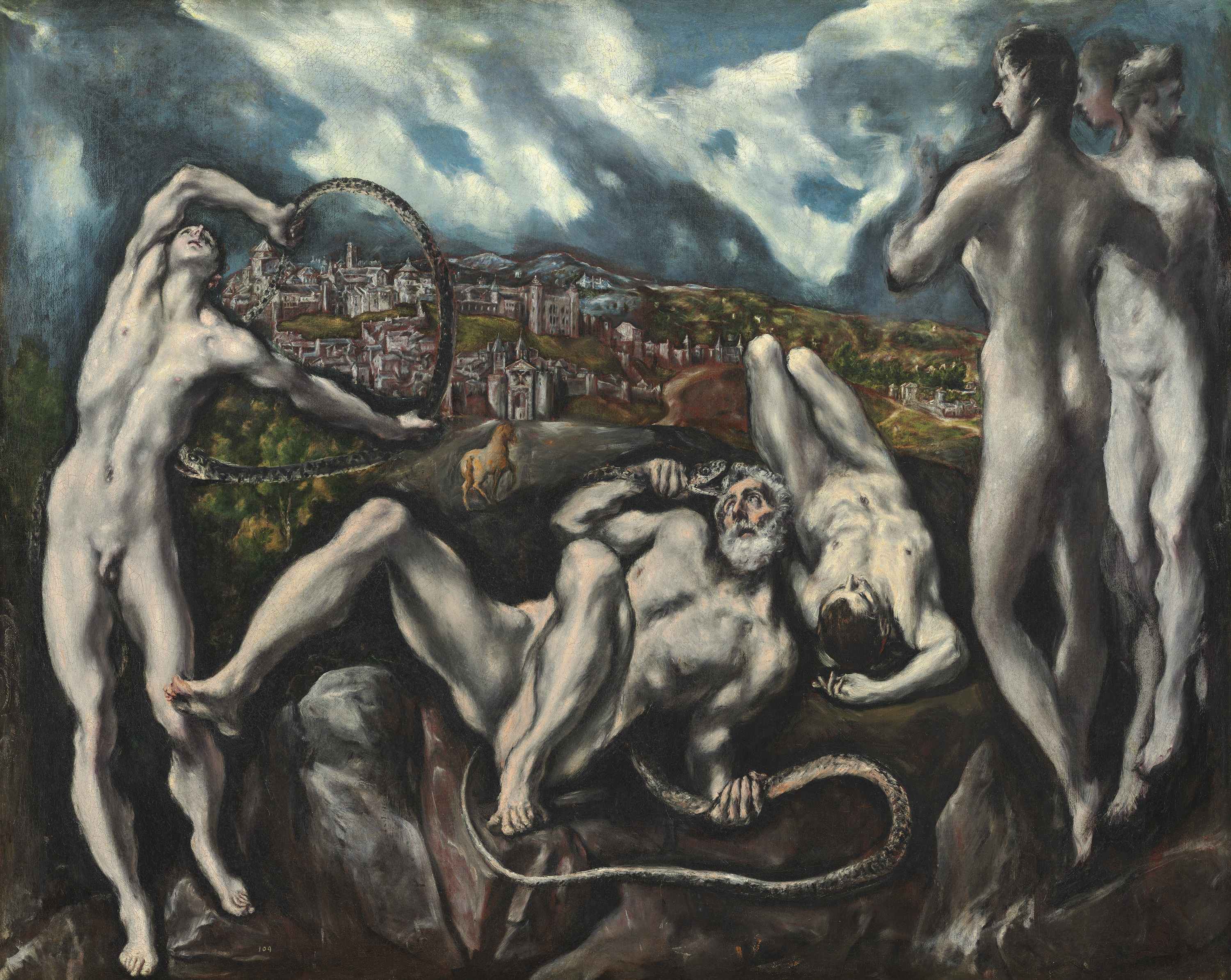
El Greco: Laokoon
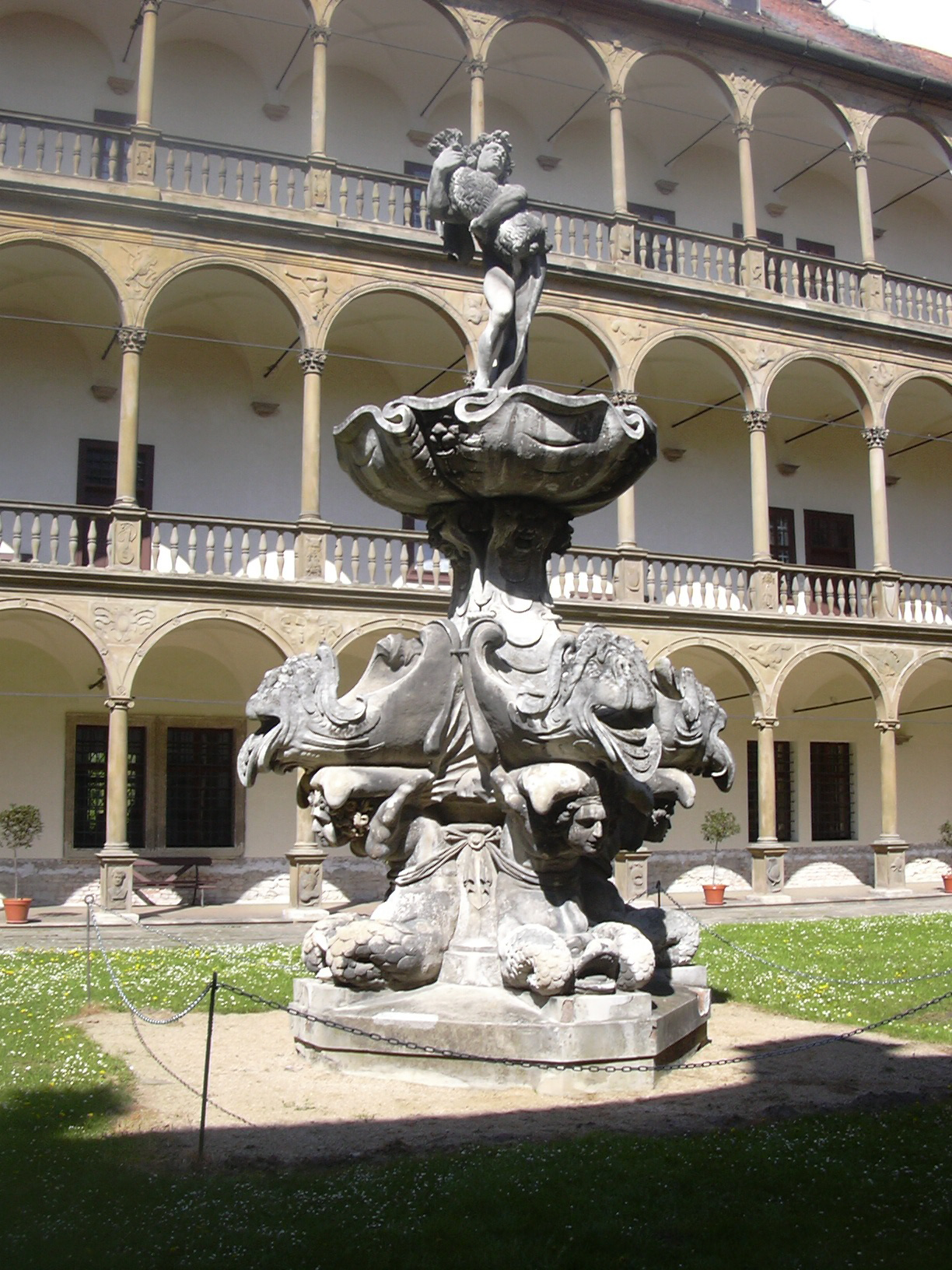
Kašna z roku 1637 na nádvoří zámku v Bučovicích
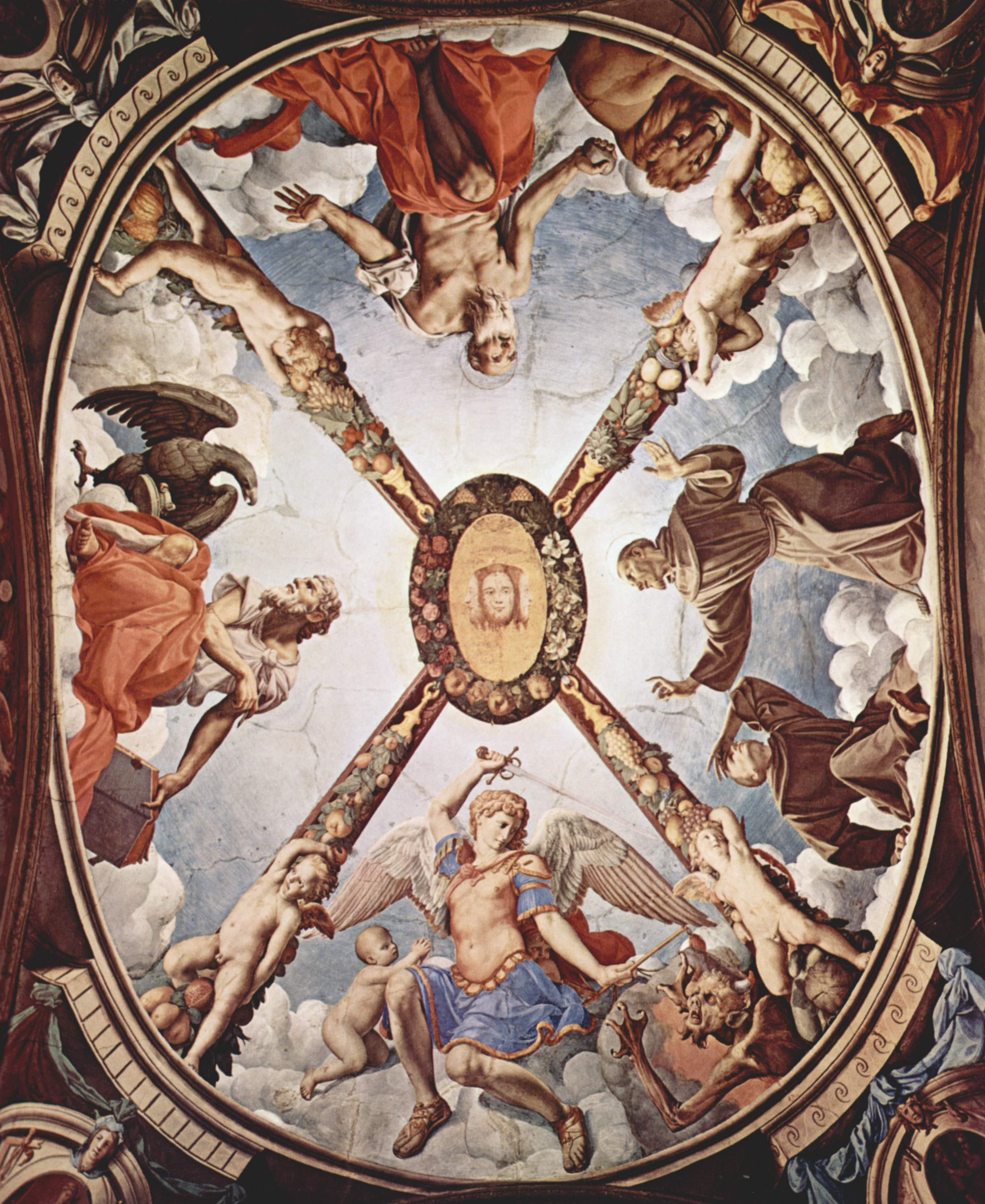
Angelo Bronzino: Freska v kapli Eleonory da Toledo ve Florencii
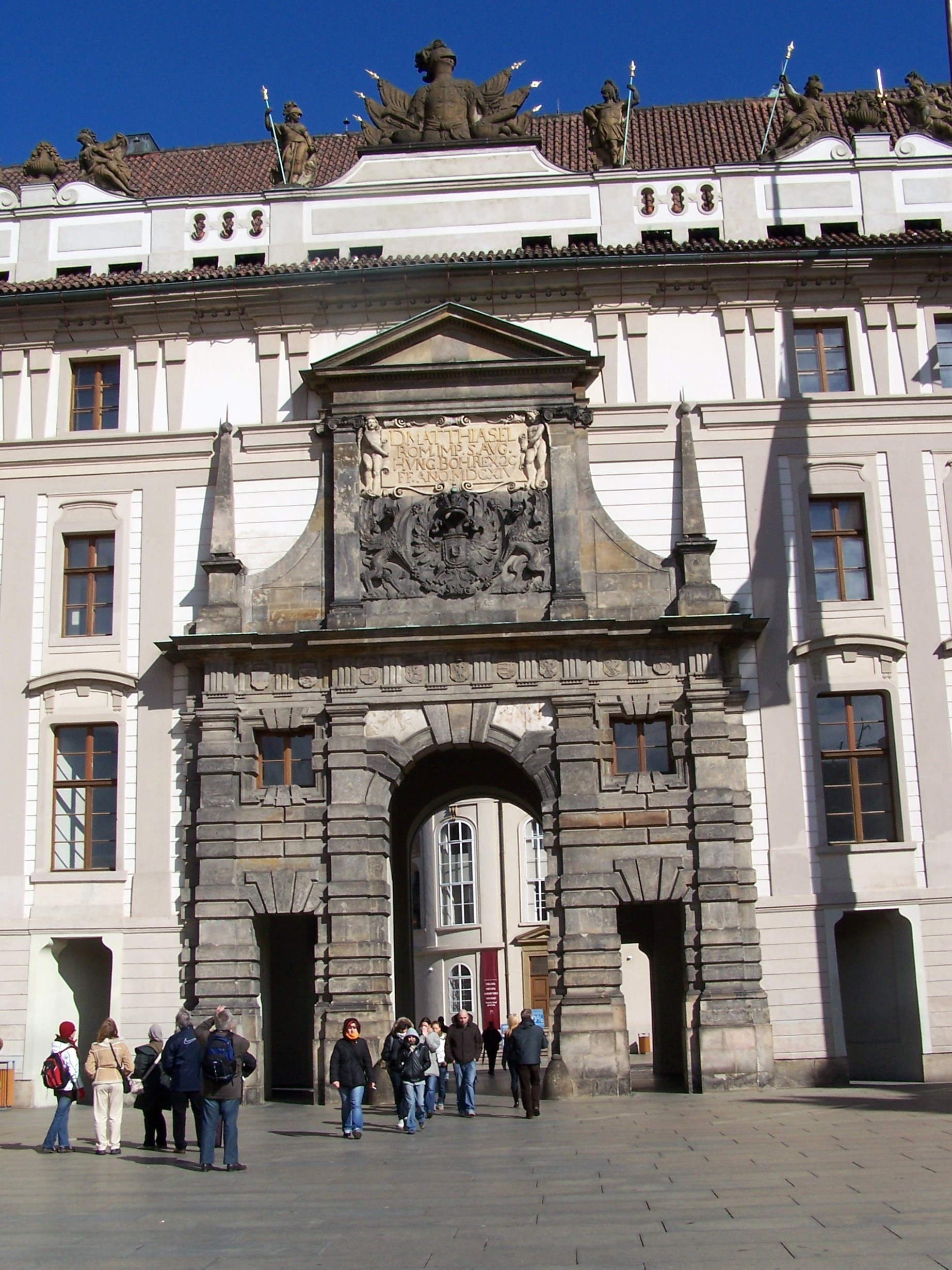
Matyášova brána na Pražském hradě
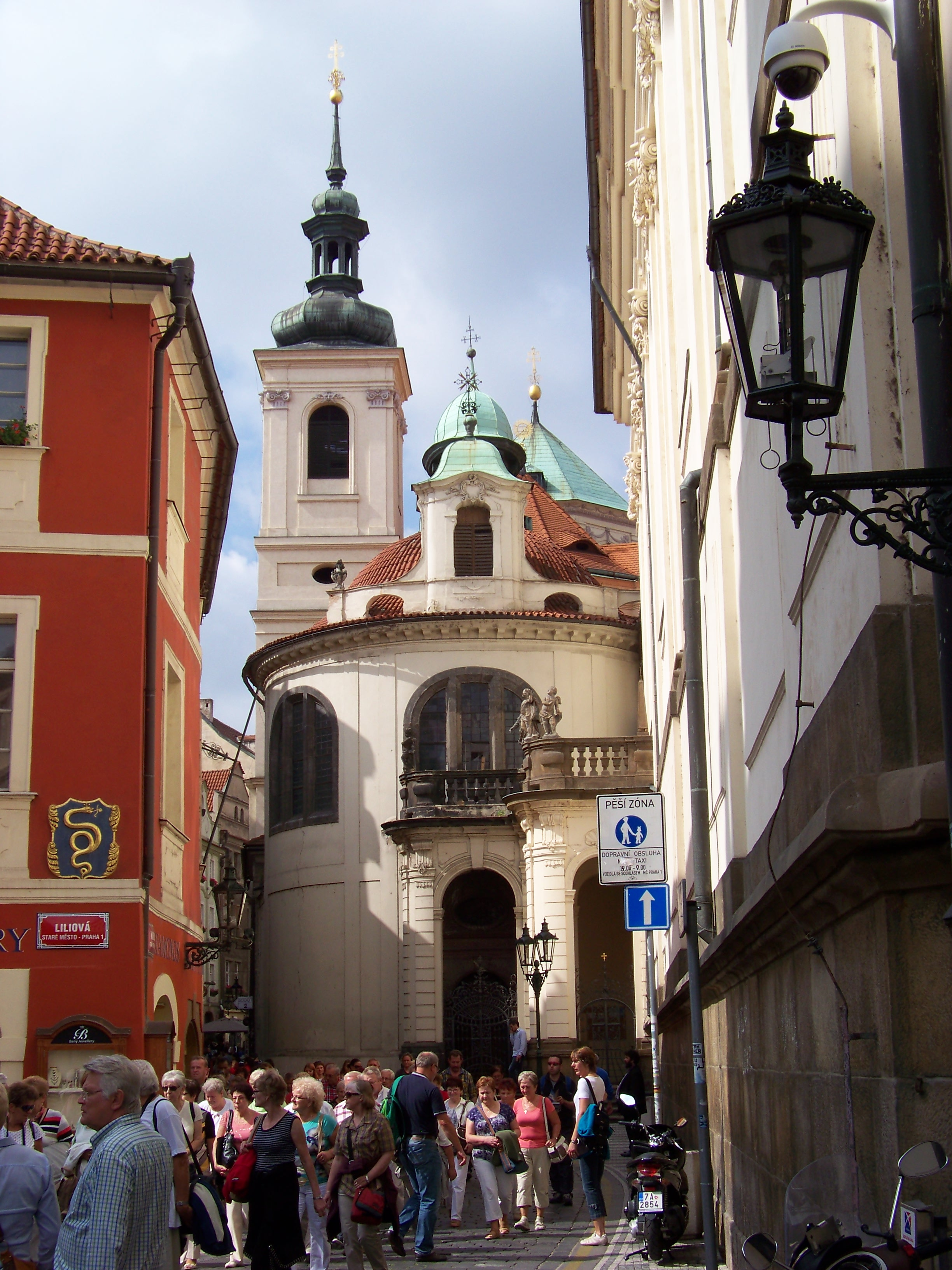
Vlašská kaple Nanebevzetí Panny Marie na Starém Městě v Praze 1
Giuseppe Arcimboldo: slavný alegorický portrét císaře Rudolfa II. v podobě Vertumna